# Arkamani
Arkamani, tudi Arkamaniko,Arakakamani ali Ergamen I. je bil nubijski kralj Meroëa, ki je vladal na začetku 3. stoletja pr. n. št.

## Življenjepis
Edini zanesljivi arheološki dokazi Arkamanija izvirajo iz njegove pogrebne piramide v  Meroëu  (piramida Begarawiyah S 6). Veliko znanstvenikov je prepričanih, da je istoveten z nubijskim kraljem Ergamenom I., ki ga omenja klasični zgodovinar Diodor Sicilski v svoji Bibliotheca historica. Diodor piše, da je vplivna duhovščina zahtevala Ergamenovo smrt, da bi ugajala bogovom, Ergamenova močna "helenistična kultura" in volja pa sta to preprečili in prevladali nad duhovščino.
Opisani dogodki se zdaj razlagajo kot dinastična sprememba, povezana s prenosom kraljeve nekropole, in s tem glavnega mesta,  iz Napate v Meroë. Mnogo znanstvenikov je prepričanih, da je bil Arakamani/Ergamen prvi kralj meroitske faze nubijske zgodovine, ko se je oblast kraljestva preselila proti jugu in je izrazit nubijski vpliv postal še močnejši. Znanstveniki menijo, da je treba "helenistično kulturo", za katero je Diodor trdil, da je izvor Ergamenove močne volje, razumeti kot grško-egipčansko kulturo Ptolemajskega kraljestva (305 pr. n. št.–30 pr. n. št.), ko je Egiptu vladal grška dinastija.
Če je enačenje  Arkamanija z Ergamenom I. pravilno, je Arkamani pomemben kronološki označevalec za nubijsko zgodovino, saj Diodor piše, da je bil sodobnik Ptolemaja II. Filadelfa (vladal 285–246 pr. n. št.) v ptolemajskem Egiptu. Večino nubijskih kraljev je sicer zelo težko natančno datirati, pa tudi kronološko razvrstiti.

## Vir
- Török, László (2008). Between Two Worlds: The Frontier Region Between Ancient Nubia and Egypt 3700 BC - 500 AD. Brill. ISBN 978-90-04-17197-8.

| Arkamani                |                                           |                     |
| Vladarski nazivi        |                                           |                     |
| Predhodnik: Sabrakamani | Kralj Kuša začetek 3. stoletja pr. n. št. | Naslednik: Amanislo |